# Urospatha somnolenta
Urospatha somnolenta är en kallaväxtart som beskrevs av Richard Evans Schultes. Urospatha somnolenta ingår i släktet Urospatha och familjen kallaväxter.
Artens utbredningsområde är Colombia. Inga underarter finns listade.